# Свети Марк (Плевня)
„Свети Марк“ (на гръцки: Αγίου Μάρκου Πετρούσας) е средновековен пещерен манастир край драмското село Плевня (Петруса), Егейска Македония, Гърция.
Манастирът е бил разположен в пещера край селото. В пещерата има изградени средновековни структури, аязма и олтари. Запазени са средновековни и поствизантийски стенописи.